# Eva Meisenzahl

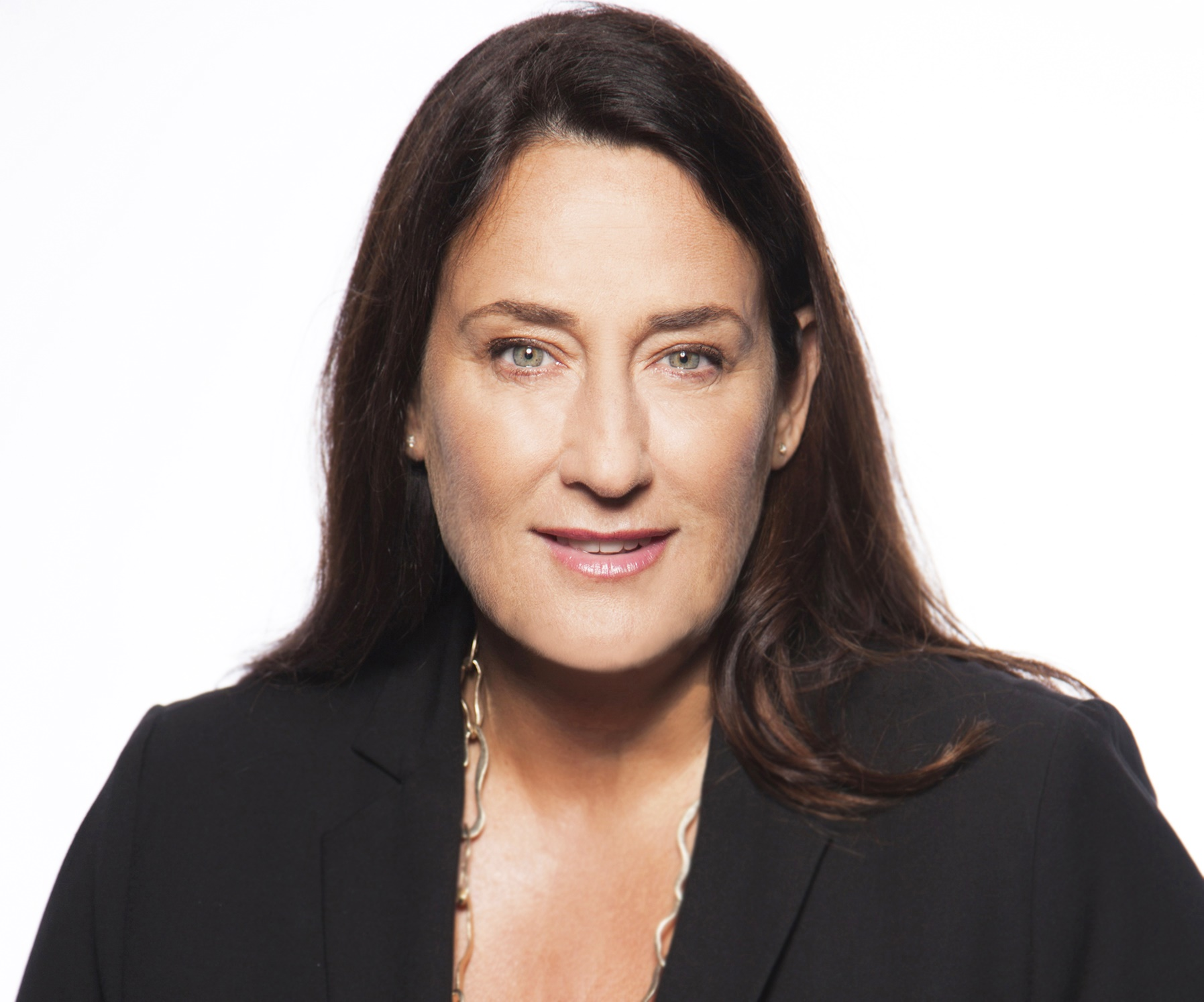
Eva Meisenzahl (2023)

Eva Maria Meisenzahl-Lechner (* 1962 in Mainz) ist eine deutsche Psychiaterin. Seit 2016 ist sie Lehrstuhlinhaberin für das Fach Psychiatrie und Psychotherapie an der Heinrich-Heine-Universität Düsseldorf (HHU) und leitet als Direktorin die Klinik und Poliklinik für Psychiatrie und Psychotherapie der HHU. Zudem war sie von 10/2016 bis 10/2022 Ärztliche Direktorin des LVR-Klinikum Düsseldorf.

## Leben
Eva Meisenzahl studierte Humanmedizin an der Medizinischen Fakultät der Universität Triest in Italien und an der Humboldt-Universität Berlin (HU Berlin). Nach ihrer Ausbildung zur Fachärztin für Psychiatrie und Psychotherapie am Theodor-Wenzel-Werk Berlin (TWW) und der Charité der HU Berlin, wechselte sie 1996 an die Klinik und Poliklinik für Psychiatrie und Psychotherapie der Ludwig-Maximilians-Universität München (LMU). Dort habilitierte sie sich 2004 im Fachgebiet Psychiatrie und Psychotherapie. 2010 erfolgte die Berufung auf die W2-Universitätsprofessur auf Lebenszeit an der Psychiatrischen Klinik der LMU München und 2016 nahm sie den Ruf auf den Lehrstuhl für Psychiatrie der Klinik und Poliklinik für Psychiatrie und Psychotherapie der HHU Düsseldorf an. Sie ist die Urenkelin des Schriftstellers Wilhelm Michel.

## Forschung
Ihre Forschungsschwerpunkte liegen im Bereich klinischer Grundlagenforschung pathogenetischer Prozesse von affektiven und psychotischen Störungen sowie der Persönlichkeitsstörungen vom Borderline-Typus. Zudem befasst sie sich mit der diagnostischen Früherkennung sowie frühen Therapie dieser psychiatrischer Störungen ab dem Adoleszenzalter. Ein weiteres Ziel ihrer wissenschaftlichen Arbeit ist es, psychiatrische Diagnostik und Versorgungsstrukturen mittels E-Health und Telemedizin früher und schneller anzubieten.
Wissenschaftlich arbeitet sie zudem an der Entwicklung klinischer Früherkennungsinstrumente affektiver Störungen. Eva Meisenzahl ist Principal Investigator des FRP 7-geförderten EU-Forschungsprojekts „Personalised Prognostic Tools for Early Psychosis Management“ (PRONIA). Ziel von PRONIA ist, unter Einsatz von Verfahren der KI, die Extraktion von Signaturen aus multimodalen Daten zur Vorhersage von Prognostik und Diagnosen psychiatrischer Erkrankungen sowie die Früherkennung affektiver Störungen. Das Verfahren wurde im Jahre 2014 zum Patent angemeldet.

## Projekte
Seit 2021 leitet Eva Meisenzahl als Konsortialführerin das Projekt und Netzwerk „CARE – Computer-assistierte Risiko-Evaluation“ in der Früherkennung und risiko-adaptierten Behandlung psychotischer Erkrankungen. Das Projekt wird vom Innovationsfonds des GBA mit 9,5 Mio. Euro im Themenfeld der digitalen Transformation gefördert. Es handelt sich um die erste internationale Medizinproduktstudie mit Anwendung von KI-basierten Algorithmen zur Früherkennung und Behandlung von Risikostadien einer Psychose. Im Netzwerk CARE kooperieren in neun Bundesländern Früherkennungszentren aus der Kinder- und Jugendpsychiatrie und -psychotherapie sowie der Erwachsenenpsychiatrie. Des Weiteren sind die Techniker Krankenkasse, die DAK-Gesundheit und die AOK Rheinland/Hamburg an dem Projekt beteiligt. Ziel des Projektes ist die Verhinderung des Ausbruches der manifesten Psychose.
Bereits seit 2017 leitet Eva Meisenzahl das Projekt SUPRIMA. Hierbei handelt es sich um ein vom Bundesministerium für Gesundheit mit 0,7 Mio. Euro gefördertes Modell- bzw. Forschungsprojekt zur Suizidprävention in den Regionen Düsseldorf und Rheinkreis Neuss und wurde unter ihrer in enger Kooperation mit dem LVR-Klinikum Düsseldorf, dem Alexius/Josef Krankenhaus Neuss, dem Gesundheitsamt der Stadt Düsseldorf und dem Düsseldorfer Bündnis gegen Depression e.V. sowie dem Learning-Lab der Universität Duisburg-Essen (UDE) entwickelt.

## Digitale Programme (E-Learning)
Im Rahmen des Verbundprojektes SUPRIMA ist das E-Learning-Programm SUPRIMA-Campus realisiert worden. Es besteht aus drei (Online-)Modulen und richtet sich vorwiegend an Fachkräfte der (Sozial-)Psychiatrie und psychosozialen Versorgung sowie Hausärzte. Es ist zudem integraler Bestandteil der psychiatrischen Lehre von Medizinstudierenden im 3. Studienjahr der HHU Düsseldorf im Rahmen des KDHDT-Blocks (Klinisches Denken und Handeln in Diagnostik und Therapie).

## Veröffentlichungen
Eva Meisenzahl ist Autorin von über 170 Publikationen in internationalen Zeitschriften als auch Mitautorin von 16 Fachbüchern und Erstautorin von weiteren Fachbüchern. Sie ist zudem Reviewerin vieler nationaler wie internationaler Fachzeitschriften.

### Monografien (Autorin und Co-Autorin)
- "E-Mental Health in Psychiatrie und Psychotherapie : Digitale Gesundheitsanwendungen, Online-Therapieprogramme, Videosprechstunden & Co", (Meisenzahl, Eva; Sprick, Ulrich), Springer : Berlin, Heidelberg, 2023, ISBN 978-3-662-64456-0
- "Suizidale Krisen : Das Manual für Einzel- und Gruppentherapie", (Vüst, Björn; Meisenzahl, Eva), Schattauer : Stuttgart, 2022, ISBN 978-3-608-40075-5
- "Psychische Belastungen in Schwangerschaft und Stillzeit : Das Manual für Einzel- und Gruppentherapie", (Meisenzahl; Stegmüller; Gerbig), Klett-Cotta : Stuttgart, 2021, ISBN 978-3-608-40062-5
- "Therapie schwerer Anorexia nervosa : Ein psychiatrisches Behandlungskonzept mit somatischem Schwerpunkt", (Born, Christoph; Meisenzahl, Eva; Schüle, Cornelius; Schaub, Annette), W. Kohlhammer : Stuttgart, 2015, ISBN 978-3-17-026093-1

## Mitgliedschaften
Eva Meisenzahl ist Mitglied in der Deutschen Gesellschaft für Psychiatrie, Psychotherapie, Psychosomatik und Nervenheilkunde (DGPPN) und der European Psychiatric Association (EPA) sowie Vorstandsmitglied in der Fachgesellschaft European Scientific Association on Schizophrenia and other Psychoses (ESAS). Sie ist zudem Mitglied im Verein der Lehrstuhlinhaber für Psychiatrie und Psychotherapie e.V. in Deutschland (LIPPs) und Vorstandsmitglied des Elan e.V. Düsseldorf sowie Vorsitzende der Nervenärztlichen Gesellschaft Düsseldorf und des Düsseldorfer Bündnis gegen Depression. Des Weiteren ist sie anerkannte Supervisorin der kognitiven Verhaltenstherapie und als solche Mitglied im erweiterten Vorstand der Deutschen Gesellschaft für ärztliche kognitive Verhaltenstherapie (DÄVT).

## Auszeichnungen (Auswahl)
- 2001–2003: HWP Stipendiatin der Ludwig-Maximilians Universität München
- 2002: Trägerin des nationalen Bernhard-Von-Gudden Preises,
- 2008: Preisträgerin des nationalen Hormosan-Forschungspreis
- 2011: Preisträgerin des Europäischen BMS Prevent-Preises der Association of European Psychiatry (EPA).
- 2011: Ernennung zum Senior Research Fellow of the Bedfordshire Center for Mental Health Research der University of Cambridge.